# Igreja Católica na Costa do Marfim
A Igreja Católica na Costa do Marfim é parte da Igreja Católica universal, em comunhão com a liderança espiritual do Papa, em Roma, e da Santa Sé. Tal como ocorre em outros países africanos, como a Nigéria, o país é etnicamente diverso e essas etnias concentram-se em diferentes regiões do país. O islamismo está mais presente ao norte, e é também a religião de muitos imigrantes dos países vizinhos, especialmente os de Burquina Fasso. O Cristianismo é a religião dominante ao sul. O diferencial do que acontece na Nigéria, é que em geral, as comunidades religiosas mantêm boas relações entre si, e é comum que, tanto muçulmanos quanto cristãos, pratiquem o sincretismo de sua fé com a crenças tribais africanas. O mais provável é que os episódios de violência que ocorreram anteriormente sejam um sintoma da pobreza extrema e da falta de oportunidades. A Costa do Marfim  veio a se tornar um alvo do jihadismo internacional em março de 2016, quando um ataque em Grand-Bassam matou 22 pessoas.

## História
Os capuchinhos chegaram à região em 1637, um século depois de os portugueses e outros europeus estabelecerem um florescente comércio de escravos ao longo da costa. Em 1701, um dominicano foi nomeado primeiro dirigente da Prefeitura Apostólica da Costa da Guiné. Em 1889, a Costa do Marfim tornou-se uma colônia francesa, e, embora os primeiros sacerdotes da Congregação do Imaculado Coração de Maria já haviam chegado à região em 1844, a evangelização sistemática só teve início no ano 1895, quando foi criada a Prefeitura Apostólica da Costa do Marfim e vieram missionários da Sociedade das Missões Africanas. O crescimento da missão foi lento até 1918, mas se tornou muito rápido depois disso, e várias escolas católicas foram estabelecidas. A hierarquia foi estabelecida em 1955, quando a Arquidiocese de Abidjan foi criada e transformada em uma sé metropolitana para o país. O primeiro sacerdote africano foi ordenado em 1934. Bernard Yago, foi o primeiro bispo nativo do país, ordenado em 8 de maio de 1960 como arcebispo de Abidjan, e nomeado cardeal em 1983. Nos anos seguintes, todos os novos bispos foram escolhidos entre a população nativa. Quando o último bispo francês se aposentou, em 1975, o episcopado da Costa do Marfim tornou-se inteiramente indígena.

A Costa do Marfim declarou sua independência em 7 de agosto de 1960 e o novo governo permitia a liberdade religiosa em sua constituição,  tradicionalmente favorecendo a Igreja, apesar do status do catolicismo como uma fé minoritária. Félix Houphouët-Boigny, um católico que liderou o movimento de independência, governou como chefe de estado em um sistema de partido único até 1990, quando o sistema multipartidário foi introduzido. A ajuda governamental na construção de uma catedral em Abidjan, e de uma basílica em Yamoussoukro, provocou a ira da comunidade muçulmana, fazendo com que o governo estendesse apoio semelhante a outras religiões. As relações inter-religiosas foram promovidas pelo governo, que passou a observar feriados religiosos e autoridades a comparecer a celebrações de todas as principais religiões. Em 1999 um golpe militar veio a derrubar o governo existente em dezembro de 1999, o país voltou a realizar eleições democráticas em outubro de 2000.
As reformas propostas pelo Concílio Vaticano II, realizado entre 1962 e 1965, foram bem recebidas na região. Enquanto os missionários haviam rejeitado anteriormente todos os instrumentos musicais locais, por remeterem às religiões indígenas africanas. O concílio fez essa mentalidade ser repensada, pois passou a encorajar o uso da música tradicional africana e dos instrumentos musicais nas celebrações, desde que não se misturassem danças e rituais pagãos à liturgia católica. Muitos padres, catequistas e leigos começaram a compor músicas usando melodias locais com letras em francês ou na língua vernácula. Ritos tradicionais foram introduzidos com inúmeras explicações que garantiam sua compreensão, embora fosse difícil encontrar gestos ou objetos simbólicos comuns a todas as etnias. Em muitas dioceses, o ministério pastoral começou a se concentrar nas comunidades de base que se reuniam regularmente. A renovação carismática experimentou um rápido crescimento em todo o país. O Instituto Católico da África Ocidental abriu uma seção para a formação de leigos que se tornou um grande sucesso. As estações de rádio católicas nas dioceses de Grand-Bassam e de Man atraíram um grande público e, no início da década de 1990, também foram estabelecidas na Abidjan e na Yamoussoukro.
Entre 1986 e 1989 foi construída no país a maior igreja católica do mundo: a Basílica de Nossa Senhora da Paz de Yamoussoukro, que tem capacidade para abrigar 7 mil fiéis em seu interior e 200 mil em todo seu complexo. A basílica é suportada por 84 colunas, cada uma com 34 metros de altura. A estrutura tem quase 160 metros de altura. É uma réplica da Basílica de São Pedro, no Vaticano.
O Instituto Africano para o Desenvolvimento Econômico e Social, administrado pelos jesuítas, ficava em Abidjan e sua biblioteca era considerada uma das mais modernas de toda a África. Existia também um seminário maior de teologia, que acabou tornando-se pequeno para atender ao número de inscritos. Em 1990, a catedral de Yamoussoukro se tornou a maior estrutura religiosa do continente. A prosperidade relativa do país não o impediu de experimentar surtos de violência étnica no final da década de 1990, especialmente na esteira de uma eleição acalorada em outubro de 2000. Felizmente, uma liderança da Igreja cada vez mais politizada estava disposta a mediar os resultados contestados, embora temporariamente o governo militar acabou boicotando os candidatos cristãos e muçulmanos.
O então Papa João Paulo II, em seu discurso aos bispos da conferência episcopal durante a visita ad limina apostolorum, no ano 1999, afirmou:
| “ | A Igreja na Costa do Marfim conheceu diferentes fases de enraizamento e de crescimento. Hoje, experimenta uma esplêndida vitalidade que lhe permite olhar para o futuro com confiança. As adesões à fé em Jesus Cristo e os pedidos dos sacramentos da iniciação cristã são numerosos. As celebrações litúrgicas são muito participadas e vivas. [...]. Desde há alguns anos, o número de sacerdotes aumenta de modo regular; isto suscita esperança e otimismo para o porvir. | ” |
|   | — Discurso do Papa São João Paulo II aos Bispos da Conferência Episcopal da Costa do Marfim. |   |

## Atualmente
Em 2000, a Costa do Marfim tinha 243 paróquias, que eram atendidas por 418 sacerdotes seculares e 267 religiosos. Outros religiosos incluíam 248 irmãos e 901 irmãs que trabalhavam na administração das 279 escolas católicas primárias e 41 secundárias do país. Entre os objetivos da Igreja estava encontrar uma maneira de colocar o cristianismo em diálogo com a cultura e as tradições africanas, bem como com os seguidores do Islã. As conversões religiosas entre católicos e muçulmanos foram desencorajadas por respeito às leis islâmicas, e os líderes das duas religiões continuaram a trabalhar juntos para evitar conflitos religiosos. Também em 2000, tanto o arcebispo de Abidjan, Bernard Agré, quanto os líderes muçulmanos encorajaram seus seguidores a ajudar nos esforços para reconstruir igrejas e mesquitas destruídas durante uma onda de violência após as eleições. As relações entre os católicos e outras religiões permaneceram em bons termos, e reuniões ecumênicas regulares foram realizadas com líderes metodistas.
Depois da guerra civil de 2002–2007, o país voltou a ter conflitos com as eleições presidenciais de 2010. Os violentos confrontos ocorreram entre adeptos do vencedor oficial, Alassane Ouattara, muçulmano, e o seu opositor derrotado e antecessor na função, Laurent Gbagbo, cristão. Mais de 3 mil pessoas morreram nos combates, com centenas de milhares forçados a abandonarem as suas casas. Foi levantada a questão de que a disputa entre os dois lados não era apenas política. Essa agitação ligada às eleições de certo modo gerou um trauma aos cristãos. Ocorreram intensos combates entre aliados do ex-presidente  Gbagbo, e partidários do recém-eleito chefe de Estado, Ouattara. De acordo com informação de sacerdotes católicos, quarenta igrejas foram atacadas por gangues muçulmanas armadas. Costumeiramente cristãos e muçulmanos vivem lado a lado pacificamente, apesar da grande mistura étnica e religiosa do país. Em março de 2011, durante os confrontos na cidade de Duékoué, uma igreja católica chegou a abrigar mais de 30 mil pessoas, que procuravam abrigo do conflito que ocorria na rua, entre as facções pró-Ouattara e pró-Gbagbo. O padre localdisse que muitos dos que buscaram refúgio na missão são imigrantes de outros países do oeste da África que estavam trabalhando nas plantações de cacau da região e que muitos chegavam com ferimentos a bala. O relatório de 2018 da Fundação ACN afirmou que "seria simplista considerar este conflito como 'muçulmanos v. cristãos', pois a política desempenhou um papel importante".
Em 7 de agosto de 2013, o padre jesuíta Hyacinthe Loua afirmou à Rádio Vaticana: "Há três anos que as pessoas falam de reconciliação neste país, mas pouco aconteceu. Estamos nos esforçando para fazer o nosso melhor e estamos totalmente conscientes de que vai levar muito tempo. Se quisermos falar da cura das feridas de guerra, então precisamos saber que isso vai levar anos para se conseguir." Em 2016, estas palavras ainda ressoavam: ainda que haviam ocorrido progressos, o processo de reconciliação ainda está longe de estar concluído. A Costa do Marfim enfrenta dois grandes desafios: o país recebeu um número enorme de pessoas dos países vizinhos nas últimas décadas, muitas das quais vivem agora como apátridas. Diz-se que chegaram cerca de quatro milhões de pessoas (20% da população total), seja por razões econômicas ou como refugiados de guerras civis em outros locais.
Em 24 de março de 2015, o presidente Ouattara nomeou o arcebispo Paul-Siméon Ahouanan Djro para que assumisse a responsabilidade das iniciativas de reconciliação após as eleições presidenciais de 2015. Durante a guerra civil, Ahouanan Djro, cuja diocese está sediada em Bouaké, a segunda maior cidade, foi reconhecido pela sua capacidade de manter um diálogo aberto com as forças rebeldes. Em 16 de janeiro de 2017, o campus da universidade católica local, em Abidjan foi atacado durante os protestos antigovernamentais que o país viveu. Homens armados ameaçaram os estudantes e professores. Em uma declaração conjunta dos bispos, emitida em 24 de janeiro do mesmo ano, apelou-se à reconciliação nacional, à libertação de presos detidos durante a crise de 2002—2011, à redistribuição da riqueza e à maior justiça social.
Ainda que a convivência de cristãos e muçulmanos seja pacífica, os seguidores do Cristianismo costumam enfrentar discriminações dos maometanos e também dos adeptos de crenças tribais africanas, especialmente onde estes dois últimos formam a maioria. Os convertidos enfrentam pressões familiares e por vezes, têm de manter sua opção religiosa em segredo. Nas questões relativas à terra e de oportunidades de negócios, os cristãos não estão representados nos níveis do governo local de regiões com maiorias muçulmanas. Em muitas aldeias, as minorias cristãs são marginalizadas e sofrem pressão social. Funcionários públicos de agências governamentais discriminam os cristãos, por exemplo, nas vezes em que são negados registros de novas igrejas no Ministério do Interior. Em algumas cidades e vilas, os cristãos devem pagar grandes taxas para obter permissões para realizar eventos. Além dos católicos, todas as denominações cristãs enfrentam maus-tratos, espancamentos, ameaças de morte, insultos, rejeição, abuso mental, dentre outros tipos de pressão. Muitos cristãos são expulsos de casa por se converterem. Alguns são forçados a se divorciar do cônjuge pela nova escolha religiosa.

## Organização territorial
A Igreja Católica está presente no país com quatro arquidioceses e 12 dioceses, todas listadas abaixo:
| Circunscrições eclesiásticas católicas da Costa do Marfim | Circunscrições eclesiásticas católicas da Costa do Marfim | Circunscrições eclesiásticas católicas da Costa do Marfim | Circunscrições eclesiásticas católicas da Costa do Marfim |
| Circunscrição                                             | Ano de ereção                                             | Catedral                                                  | Ref.                                                      |
| --------------------------------------------------------- | --------------------------------------------------------- | --------------------------------------------------------- | --------------------------------------------------------- |
| Arquidiocese de Abidjan                                   | 1895                                                      | Catedral de São Paulo                                     | [ 16 ]                                                    |
| Diocese de Agboville                                      | 2006                                                      | Catedral de São João Maria Vianney                        | [ 17 ]                                                    |
| Diocese de Grand-Bassam                                   | 1982                                                      | Catedral do Sagrado Coração                               | [ 18 ]                                                    |
| Diocese de Yopougon                                       | 1982                                                      | Catedral de Santo André                                   | [ 19 ]                                                    |
| Arquidiocese de Bouaké                                    | 1951                                                      | Catedral de Santa Teresa                                  | [ 20 ]                                                    |
| Diocese de Abengourou                                     | 1963                                                      | Catedral de Santa Teresinha do Menino Jesus               | [ 21 ]                                                    |
| Diocese de Bondoukou                                      | 1987                                                      | Catedral de Santa Odília                                  | [ 22 ]                                                    |
| Diocese de Yamoussoukro                                   | 1992                                                      | Catedral de Santo Agostinho                               | [ 23 ]                                                    |
| Arquidiocese de Gagnoa                                    | 1956                                                      | Catedral de Santana                                       | [ 24 ]                                                    |
| Diocese de Daloa                                          | 1940                                                      | Catedral do Cristo Rei                                    | [ 25 ]                                                    |
| Diocese de Man                                            | 1968                                                      | Catedral de São Miguel                                    | [ 26 ]                                                    |
| Diocese de San Pedro-en-Côte-d'Ivoire                     | 1989                                                      | Catedral de São Pedro                                     | [ 27 ]                                                    |
| Arquidiocese de Korhogo                                   | 1911                                                      | Catedral de São João Batista                              | [ 28 ]                                                    |
| Diocese de Katiola                                        | 1952                                                      | Catedral de Santa Joana d'Arc                             | [ 29 ]                                                    |
| Diocese de Odienné                                        | 1994                                                      | Catedral de Santo Agostinho                               | [ 30 ]                                                    |
| Eparquia da Anunciação de Ibadan                          | 2014                                                      | Catedral de Nossa Senhora da Assunção (Nigéria)           | [ 31 ]                                                    |

Há também a Eparquia da Anunciação de Ibadan, sediada na Nigéria e presente em diversos países africanos, incluindo a Costa do Marfim, e é voltada para os fiéis católicos que seguem o rito maronita.

## Conferência Episcopal
A Conferência dos Bispos Católicos da Costa do Marfim reúne os bispos do país, e foi criada em 1970.

## Nunciatura Apostólica
A Nunciatura Apostólica da Costa do Marfim foi criada em 1972.

## Visitas papais
O país foi visitado em três ocasiões pelo Papa São João Paulo II: a primeira ocorreu entre 10 e 12 de maio de 1980, juntamente com Burquina Fasso, Congo, Gana,  Quênia e Zaire. A segunda viagem foi feita em 10 de agosto de 1985, incluindo também no roteiro Camarões, Marrocos, Quênia, República Centro-Africana e Zaire e, por último, a terceira viagem ocorreu em 9 e 10 de setembro de 1990, além de visitar também Burundi, Ruanda e Tanzania.
| “ | Por ocasião desta viagem, quis renovar, mais uma vez, o meu apelo à comunidade internacional, para que a solidariedade dos povos seja generosamente exercida para com as nações menos favorecidas. Espero que este apelo venha de encontro com uma compreensão cada vez maior e desperte as iniciativas e os compromissos tornados necessários pela justiça simples e única em todo o mundo. Desejo que todos os habitantes deste país possam perseguir ativamente a valorização das suas riquezas, não só as que o solo produz, mas também as riquezas insubstituíveis do seu povo, com as suas preciosas tradições, o seu potencial de inteligência e qualidades pessoais que precisam ser desenvolvidos. De todo o coração, desejo que os marfinenses procedam em harmonia e respeito mútuo na construção de uma sociedade cada vez mais harmoniosa, onde ninguém é abandonado. | ” |
|   | — Discurso do Papa São João Paulo II em sua cerimônia de despedida da Costa do Marfim, em 10 de setembro de 1990. |   |